# Desa Tonjong (administrativ by i Indonesien, Jawa Barat, lat -7,01, long 106,61)
Desa Tonjong är en administrativ by i Indonesien.   Den ligger i provinsen Jawa Barat, i den västra delen av landet, 90 km söder om huvudstaden Jakarta.